# Alcinai erődtemplom
Az alcinai erődtemplom műemlékké nyilvánított épület Romániában, Szeben megyében. A romániai műemlékek jegyzékében az SB-II-a-A-12310 sorszámon szerepel.